# Tehuelches (departamento)
Tehuelches é um departamento da Argentina, localizado na 
província de Chubut.